# Кахново (Бережанская волость)
Кахново — деревня в Бережанской волости Островского района Псковской области.

## География
Расположена на берегу реки Кухва, в 11 км к западу от города Остров. В этом же районе на реке Вербенке находится вторая одноимённая деревня.

## Население
| 2001 | 2002 | 2010 |
| ---- | ---- | ---- |
| 201  | ↘188 | ↘125 |

Численность населения деревни по состоянию на 2000 год составляла 201 житель.

## История
До 2005 года входила в состав ныне упразднённой Калининской волости с центром в д. Рубилово.